# Пейфлейк
Пейфлейк (нід. Puiflijk) — село в нідерландській провінції Гелдерланд. Входить до складу муніципалітету Дрютен. Перша письмова згадка про населений пункт датується 1108 роком.
До 1818 року мав статус окремого муніципалітету.

## Галерея

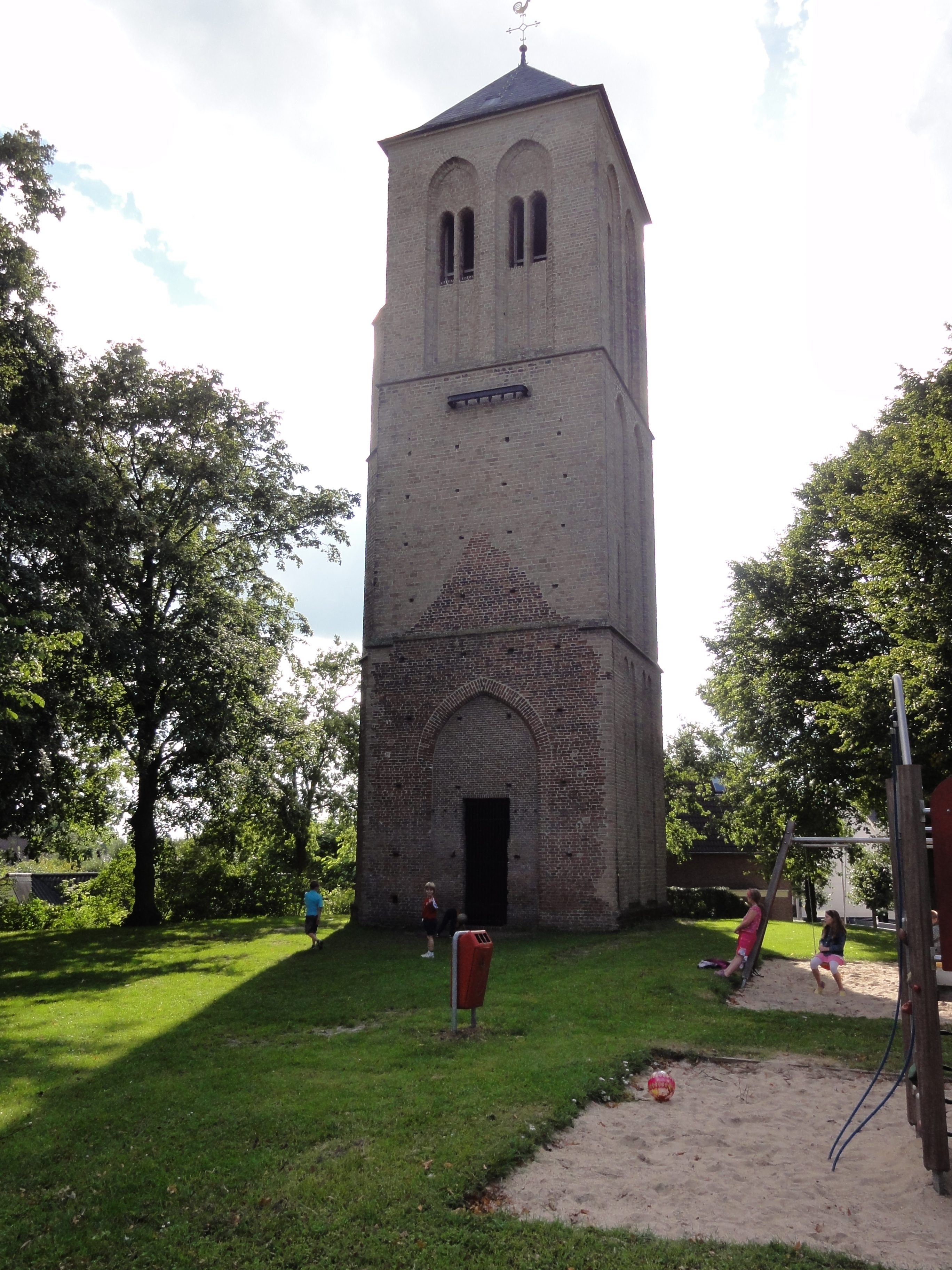
Церковна вежа
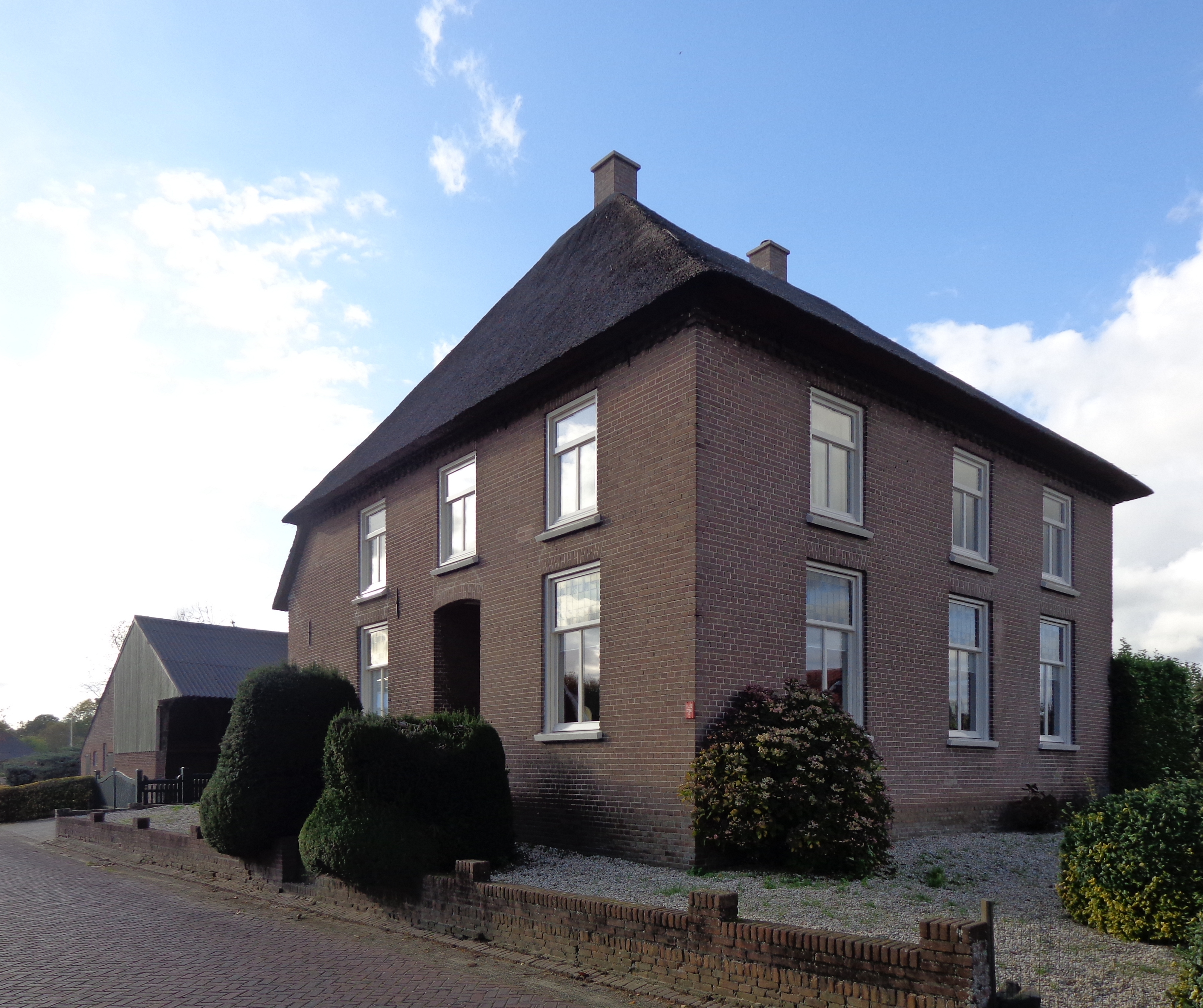
Житловий будинок
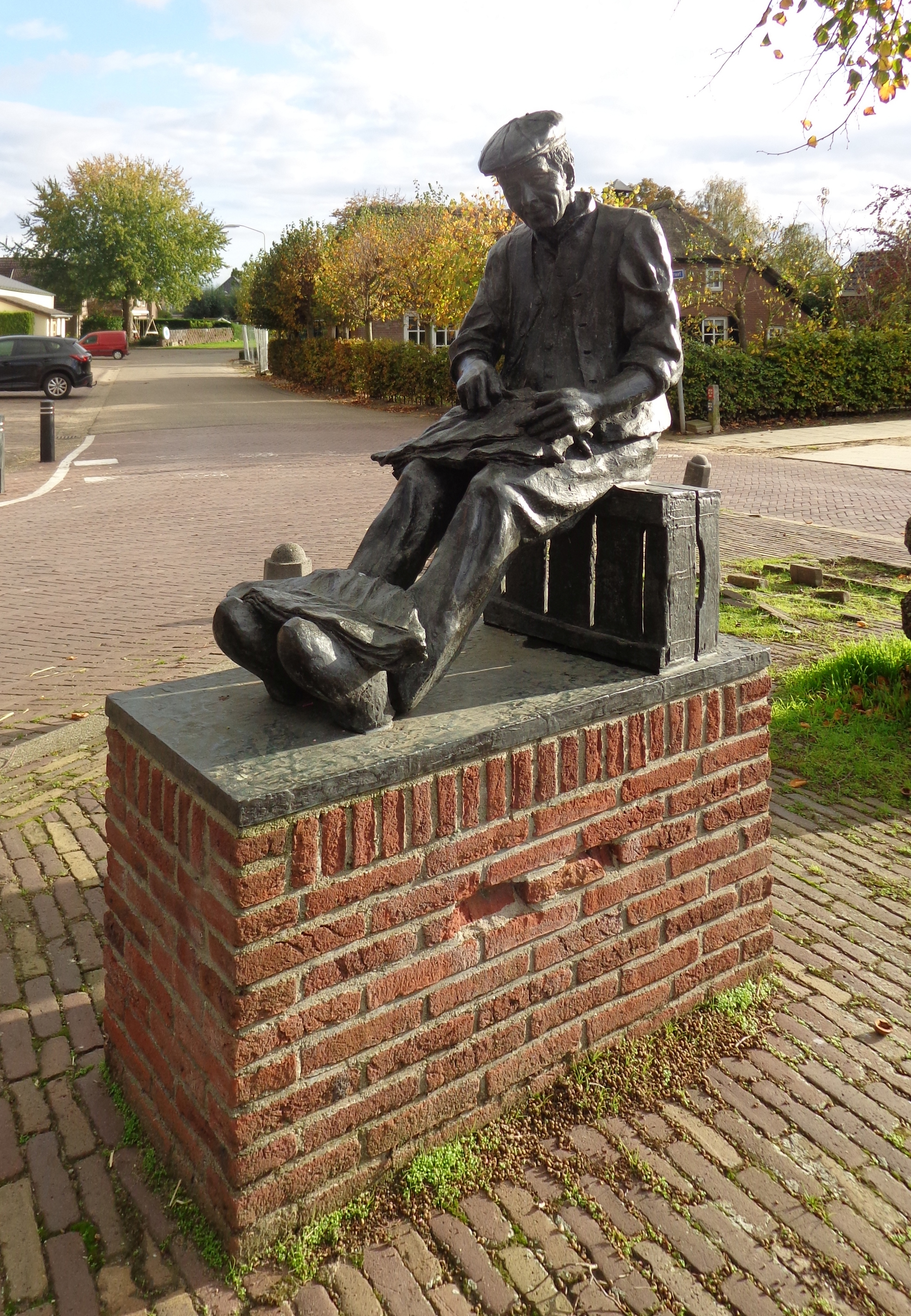
Скульптура «Тютюнник» у Пейфлейку
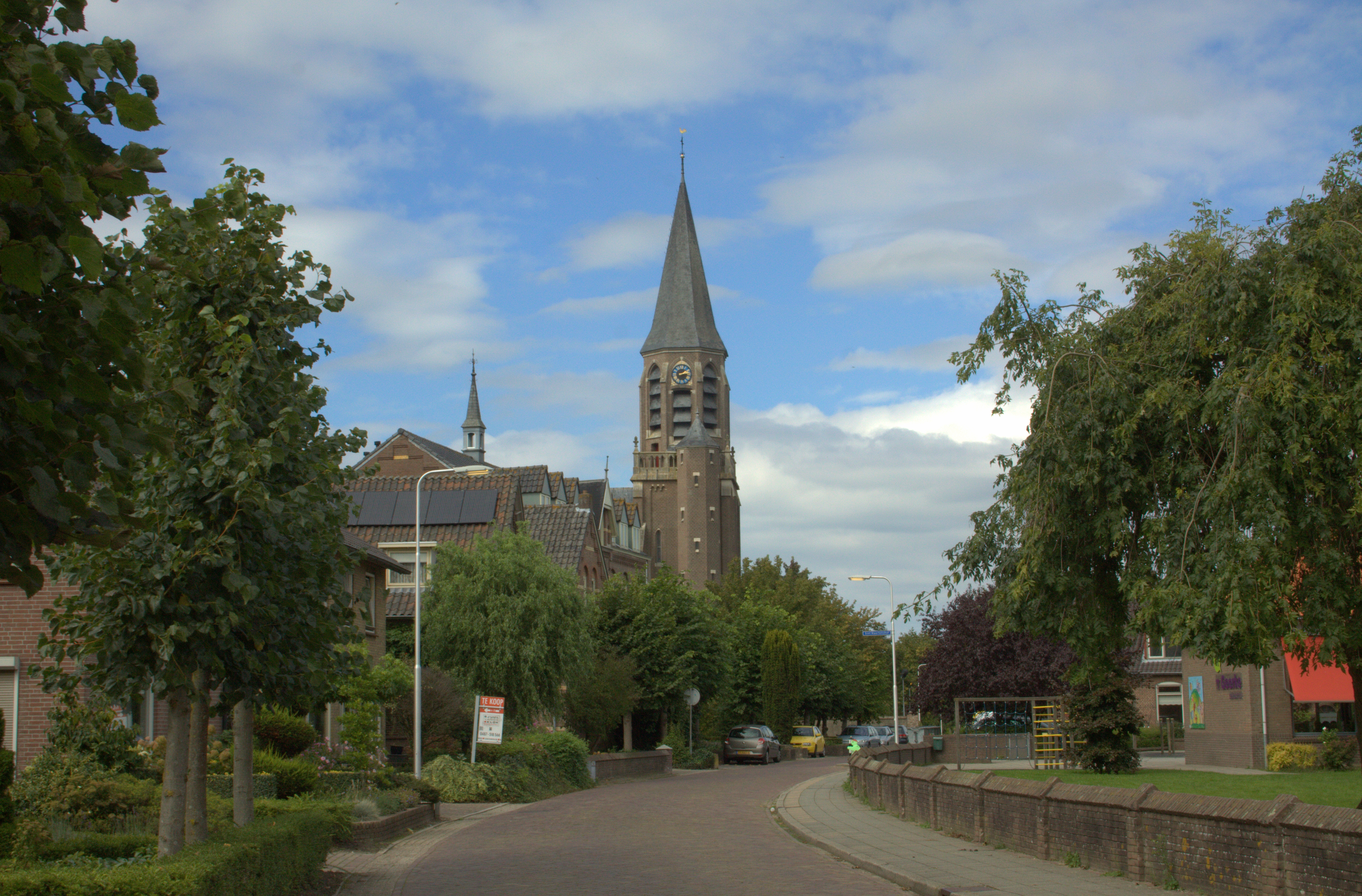
Церква святого Йоана Хрестителя